# إيجيما
إيجيما (باليابانية: 伊 江 島، لغة أوكيناوا: إي شيما)، كانت تكتب سابقاً بالحروف اللاتينية (Ie Shima) في الإنجليزية، هي جزيرة في محافظة أوكيناوا، اليابان، تقع على بعد بضعة كيلومترات من شبه جزيرة موتوبو في جزيرة أوكيناوا. يبلغ محيط الجزيرة 20 كم (12 ميل) وتغطي 23 كم2 (8.9 ميل2). اعتباراً من ديسمبر 2012، بلغ عدد سكان الجزيرة 4.610 نسمة. تتصل قرية إي، التي تشغل مساحة الجزيرة بأكملها، عبر عبّارة مع بلدة موتوبو على جزيرة أوكيناوا.
سطح إيجيما مُسطح عامةً. ومن سيماتها الجغرافية البارزة قمة جبل غوسوكو (أو «تاتشو» في لغة كونيغامي) الواقع على ارتفاع 172 م. فهو يبدو كبركاناً، لكنه في الواقع كان تحفة فنية تعرضت للتآكل. وقد سُميّت الجزيرة بالتعاقب باسم «جزيرة الفول السوداني»، لشكلها العام ولإنتاجها محصول الفول السوداني، وكذلك سُميّت «جزيرة الزهور» لنباتاتها الكثيرة ومحاصيلها الوفيرة، تعتبر إيجيما محطة جذب للسائحين القادمين إليها بالعبّارة، خاصةً في أواخر أبريل عندما يبدأ مهرجان إي ليلي. يستوعب نُزل قرية رحلات الشباب راغبي التخييم مقابل 400 ين للشخص ويشمل ذلك إمكانية الوصول إلى شاطئ مناسب. منتجع وفندق (واي واي واي) الواقع شرق ميناء العبّارات متاح لأولئك الذين لا يرغبون في التخييم.

## المراجع الثقافية

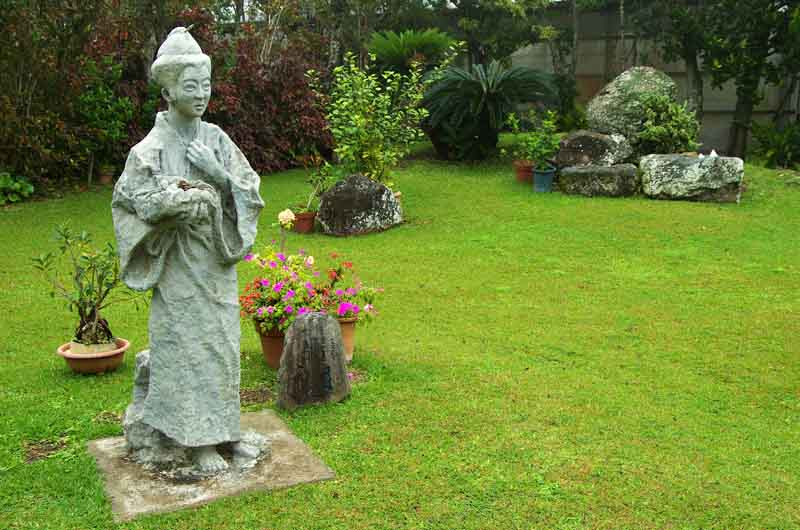
تمثال هاندو-غوا في جزيرة إيجيما، أوكيناوا